# Sinogeotrupes bolm
Sinogeotrupes bolm es una especie de coleóptero de la familia Geotrupidae.

## Distribución geográfica
Habita en Hunan, Hubei, Zhejiang en la  (China).